# Méguet
Méguet – miasto w centralnej części Burkiny Faso, w prowincji Ganzourgou.